# 中路融人
中路 融人（なかじ ゆうじん、1933年〈昭和8年〉9月20日 - 2017年〈平成29年〉7月18日）は、日本画家。日展常務理事、日本藝術院会員、晨鳥社会長。

## 略歴
- 1933年（昭和8年）京都府京都市に酒の小売業を営む中路豊三・きみの子として生まれる。本名、勝博。6人兄弟の4番目であった。母は滋賀県神崎郡五個荘町（現・東近江市）の生まれで、幼時からしばしば滋賀を訪ねる。
- 1946年（昭和21年）旧制京都市立第一商業学校（現・京都市立西京高等学校）に入学。その後、学制改革に伴い、京都市立洛陽高等学校付設中学校に転入することになる。
- 1949年（昭和24年）京都市立洛陽高等学校付設中学校卒業。京都市立美術工芸高校絵画科（同校は京都市立美術工芸学校を1948年に美術工芸高校と改称し、旧制から新学制の切り替えに合わせ、この年に閉校が決まり、9月から京都市立日吉ヶ丘高等学校美術科となる。現・京都市立銅駝美術工芸高等学校）に入学。同校では勝田哲・天野大虹・川島浩・奥村厚一らが教鞭を執っており、教えを受ける。初期に人物画を描いていたのは勝田の影響も少なくなかった。
- 1952年（昭和27年）京都市立日吉ヶ丘高等学校美術科卒業。デザイン事務所に勤務し、テキスタイルデザイナーとして働きながら、作品制作をする（以後18年間、勤務を続ける。のちに同事務所には中路を頼り竹内浩一ら後輩も入社）。このころ、《祖母の像》を描く。学校時代の模写の反故紙を用いた。
- 1954年（昭和29年）第10回日展に出品の《浜》が落選。3人の漁師を描き、モデルは後輩の國府克。晨鳥社に入塾し、山口華楊に師事。
- 1955年（昭和30年）第11回日展に出品の《牛》が落選。晨鳥社入会もあり、動物画に挑戦、2頭のホルスタイン牛を前と後ろから俯瞰するように構成的に描く。
- 1956年（昭和31年）第12回日展に《残照》が初入選。
- 1958年（昭和33年）社団法人第1回日展に《水郷》を出品、入選。
- 1960年（昭和35年）第3回日展に《舟》を出品、入選。
- 1962年（昭和37年）第15回晨鳥社展に《郷》を出品、京都府知事賞受賞。京展に《樹林》を出品、京都市長賞受賞。第5回日展で《郷》（株式会社石長蔵）が特選・白寿賞受賞。
- 1963年（昭和38年）第6回日展に《薄暮》を出品、無鑑査。セルジュ ポリアコフの抽象の影響をもろに受け、大胆な色面構成で描いた。西内利夫と二人展を開催。
- 1964年（昭和39年）第7回日展に《樹響》が入選。
- 1965年（昭和40年）第8回日展に《外川風景》が入選。
- 1966年（昭和41年）第1回日春展に《郷》が入選。第9回日展に《川のある風景》が入選。
- 1967年（昭和42年）第2回日春展に《晨》が入選。第20回晨鳥社に《月山》を出品。第10回日展に《麓》（株式会社石長蔵）が入選。
- 1968年（昭和43年）第3回日春展に《待春》が入選、外務省買上となる。第11回日展に《湖北》が入選。12月、晨鳥社の若手11名でグループ濤を結成、グループあすなろは後輩たちに譲る。
- 1969年（昭和44年）第4回日春展に《森》が入選。第22回晨鳥社展に《湖北》を出品。改組1回日展に《咲》が入選。
- 1970年（昭和45年）第5回日春展に《沼》が入選。第2回日展に《映》が入選。
- 1971年（昭和46年）第6回日春展に《閑日》が入選。第3回日展に《湖北》が入選。
- 1972年（昭和47年）第7回日春展《蒼》が入選。第26回晨鳥社展に《晨》を出品。第4回日展に《白湖》が入選。
- 1973年（昭和48年）雅号を本名の勝博から融人と改める。第8回日春展に《水辺》が入選。第5回日展に《湖北の樹》（佐久市立近代美術館蔵）が入選。11月、改号の御披露目を兼ね、京都大丸で初めての個展「湖北を描く」を開催。《木立》《湿地》など出品。第3回京都同時代展に《水辺》出品。
- 1974年（昭和49年）第9回日春展に《焔樹》を出品。外務省買上。第27回晨鳥社展に《湖北》を出品。第6回日展に《午後》を出品。
- 1975年（昭和50年）第8回グループ濤展に《川辺》を出品。第10回日春展に《冬田》を出品、奨励賞受賞。第28回晨鳥社展に《冬野》を出品、晨鳥社賞受賞。第7回日展で《冬田》（京都市美術館蔵）が特選となる。
- 1976年（昭和51年）第9回グループ濤展に《野の川》を出品。第11回日春展に《川》が入選。第29回晨鳥社展に《映》を出品。第8回日展に《冬韻》を無鑑査出品。日展出品依嘱となる。
- 1977年（昭和52年）日春会会員となる。第12回日春展に《朝霧》を出品。第30回晨鳥社展に《湖北》を出品。第9回日展に《閑》を依嘱出品。
- 1978年（昭和53年）第13回日春展に《靄》を出品。第31回晨鳥社展に《野》を出品。第10回日展に《映像》を依嘱出品。
- 1979年（昭和54年）3月、京都高島屋、東京高島屋、滋賀県立長浜文化芸術会館で個展「湖北を描く」を開催。《木立》など23点出品。雑誌『形象』68号に田中裕「作家研究 中路融人」が掲載される。第32回晨鳥社展に《初夏》を出品。日展新審査員となる。第11回日展で審査員をつとめ、《玄映》（滋賀県立近代美術館蔵）出品。日展新審査員展に《木立》を出品。
- 1980年（昭和55年）第15回日春展に《野の川》を出品。第33回晨鳥社展に《晨映》を出品。日展会員となる。第12回日展に《藁屋と木》を出品。
- 1981年（昭和56年）2月、第13回グループ濤展に《雪野》を出品。第16回日春展に《陽》を出品。第34回晨鳥社展に《閑》を出品。第13回日展に《樹想》を出品。
- 1982年（昭和57年）2月、第15回グループ濤展に《深緑の島》を出品。4月、明日の日本画展に《暮色》を出品。第35回晨鳥社展に《櫻》を出品。第14回日展に《伊吹山》（福井県立美術館蔵）を出品。師山口華楊と、パリでの「山口華楊展」の為に同行、パリ、トレド、シャトルなど写生。
- 1983年（昭和58年）京都府企画展で個展開催（3月、京都府立文化芸術会館。4月、東京銀座・松屋。4月、滋賀県立琵琶湖文化館）。《比叡雨情》《晩秋》《近江富士遠望》など23点出品。3月、師山口華楊没。第36回晨鳥社展に《湖映》を出品。第15回日展に《比叡聴雨》（京都市美術館蔵）を出品。
- 1984年（昭和59年）第19回日春展に《比良遠望》を出品。第37回晨鳥社展に《爽》を出品。第16回日展に《爽晨》を出品。
- 1985年（昭和60年）2月、第17回グループ濤展に《冬韻》を出品。3月、大矢紀、高橋常雄、室井東志生と異歩騎会結成。第1回展を東京・京都の高島屋で開催、《葦の里》《朝霧》《伊吹》など出品。第20回日春展《朝霧》を出品。晨鳥社副幹事となる。第38回晨鳥社展《爽》を出品。第17回日展《風声》（滋賀県立近代美術館蔵）を出品。
- 1986年（昭和61年）2月、第18回グループ濤展に《晨》を出品。'86四季の譜日本画に《野の川》を出品。3月、第4回江山会展に《朝靄》を出品。第21回日春展に《湖岸》を出品。第39回晨鳥社展に《梅津の櫻》を出品。第18回日展で審査員をつとめ《爛漫》（東京国立近代美術館蔵）を出品、文化庁買上となる。
- 1987年（昭和62年）3〜4月、「現代日本画の俊英 中路融人展」（日本経済新聞社）が、東京・松屋銀座店、京都・大丸京都店で開催される。日春会運営委員となる。第22回日春展で審査員をつとめ《白嶺》出品。第40回晨鳥社展に《湖東》を出品。第19回日展に《白韻》を出品。
- 1988年（昭和63年）第23回日春展に《陽春》を出品。日展評議員となる。第41回晨鳥社展に《耀》を出品。第20回日展に《想》を出品。
- 1989年（平成元年）第24回日春展で審査員をつとめ《霧の日》出品。第42回晨鳥社展に《月山》を出品。第21回日展に《樹林》を出品。
- 1990年（平成2年）第3回異歩騎会展に《伊吹山》（東京オペラシティアートギャラリー蔵）など出品。第25回日春展に《五合目》を出品。第43回晨鳥社展に《山》を出品。第22回日展に《伊吹》を出品。
- 1991年（平成3年）第26回日春展で審査員をつとめ《春気》出品。第44回晨鳥社展に《湖北》を出品。第23回日展に《池映》を出品。
- 1992年（平成4年）『新現代日本画家素描集　中路融人―湖北賛歌』刊行（日本放送出版協会）。第45回晨鳥社展に《島（習作）》を出品。第24回日展で審査員をつとめ《気》を出品。この年、右手を骨折し、《島（習作）》《気》は左手のみで描いた。
- 1993年（平成5年）第28回日春展で審査員をつとめ《冬の日》出品。第46回晨鳥社展《仰》を出品。第25回日展に《雪山》を出品。第4回異歩騎会展に《富岳四題》《冬の雨》など出品。
- 1994年（平成6年）1月、東京東武美術館・京都大丸ミュージアムKYOTOで開催の「山口華楊と晨鳥社の人びと」に《冬田》《風声》を出品。第29回日春展に《朝靄》を出品。第47回晨鳥社展に《悠》を出品。第26回日展に《夕しじま》を出品。
- 1995年（平成7年）第30回日春展で審査員をつとめ《白い朝》出品。第48回晨鳥社展に《兆映》を出品。第27回日展で《輝》が文部大臣賞受賞。「文部大臣賞受賞記念 中路融人素描展」（銀座松屋、京都大丸）開催される。京都府文化功労賞受賞。
- 1996年（平成8年）第31回日春展に《朝靄》を出品。第49回晨鳥社展に、《映象》（京都市立西京高等学校蔵）を出品。第28回日展に《映象》（日本藝術院蔵）を出品。第5回異歩騎会展に《湖辺》《比叡》《山湖》《兆映》《朝霧》《早春伊吹》《薄日》など出品、これが同会の最終回となる。
- 1997年（平成9年）第32回日春展に《朝霧》を出品。前年の日展出品作《映象》が日本芸術院賞受賞。日展理事となる。晨鳥社会長に就任。第29回日展に《薄日》を出品。奈良県のため万葉歌「楽浪の比良山風の海吹けば釣する海人の袖かへる見ゆ」（巻9―1715槐本）に取材して《比良連峰》（奈良県立万葉文化館蔵）制作。
- 1998年（平成10年）第33回日春展で審査員をつとめ《余呉冬日》出品。京都市文化功労者として顕彰される。第51回晨鳥社展に《雪の余呉湖》を出品。第30回日展に《湖映》を出品。
- 1999年（平成11年）第34回日春展に《朝靄》を出品。第52回晨鳥社展に《浅間山》を出品。第31回日展で審査員をつとめ《山湖》を出品。五個荘町の名誉町民となる。
- 2000年（平成12年）第35回日春展に《霧の朝》を出品。第53回晨鳥社展に《櫻(習作)》を出品。第32回日展に《桜と島》を出品。
- 2001年（平成13年）第36回日春展で審査員をつとめ《春霞》出品。第54回晨鳥社展に《五月の頃》を出品。第33回日展に《朝霧》を出品。日本芸術院会員に任命される。
- 2002年（平成14年）第37回日春展に《朝霧の川》を出品。第55回晨鳥社展に《黄昏》を出品。第34回日展で審査員をつとめ《朝霧の比叡》を出品。日展常務理事となる。奈良県立万葉文化館主催の第一回奈良県万葉日本画大賞展で審査員をつとめる。
- 2003年（平成15年）第38回日春展に《霧の朝》を出品。第56回晨鳥社展に《望》を出品。現代作家デッサン・シリーズ「中路融人展」（銀座松屋、朝日新聞社主催）開催される。第35回日展に、《夕照》を出品。
- 2004年（平成16年）第57回晨鳥社展に《伊吹山》を出品。11月、個展「―近江十題―中路融人展〈日本画〉」（東京・ジェイアール名古屋・横浜・京都・大阪髙島屋、〜12月）開催される。第36回日展に《望湖》を出品。
- 2005年（平成17年）第58回晨鳥社展に《湖映》を出品。第37回日展に《耀》を出品。
- 2006年（平成18年）第41回日春展に《霧の朝》を出品。第59回晨鳥社展に《緑雨》を出品。第38回日展で審査主任をつとめ《霧の中》を出品。
- 2007年（平成19年）第60回晨鳥社展に《湖東の葦》を出品。10月、個展「中路融人日本画展―近江の四季燦燦と―」（日本橋・名古屋・新潟・松山・福岡三越、〜2008年）。第39回日展に《冬の日》を出品。滋賀県文化賞受賞。
- 2008年（平成20年）第61回晨鳥社展に《耀》を出品。日展審査主任を務め、第40回日展に《峠富士》出品。8月2日〜10月13日、奈良県立万葉文化館にて「山口華楊と晨鳥社の今―晨鳥社展60回・創立70年記念―」を開催。
- 2009年（平成21年）第44回日春展に《高原富士》を出品。第62回晨鳥社展に《桜》を出品。第41回日展に《桜みち》出品。
- 2010年（平成22年）1月15日〜26日、東近江市立八日市文化芸術会館で「ふるさと近江の心象風景中路融人日本画展」が開催される。第63回晨鳥社展《夕しじま》を出品。10月30日〜12月24日、奈良県立万葉文化館にて「平城遷都1300年記念特別展　中路融人展」が開催される。第42回日展に《雪の朝》を出品。
- 2012年（平成24年）、文化功労者。
- 2017年（平成29年）7月18日、ホジキンリンパ腫のため京都市内の病院で死去。83歳没[1]。同日付で正四位昇叙[2]。

## 受賞等
- 1995年 京都府文化賞功労賞
- 1997年 日本芸術院賞
- 1998年 京都市文化功労者[3]
- 1999年 五箇荘町名誉町民
- 2001年 日本芸術院会員
- 2007年 滋賀県文化賞
- 2012年 文化功労者
- 2015年 東近江市名誉市民[4]
- 2017年 正四位

## 中路融人記念館
1996年4月に開館した近江商人博物館（東近江市五個荘竜田町583）では、2016年4月に中路融人の作品が多数寄贈されたことで中路融人記念館を加えている。